# Sakin Begmatovna Begmatova
Sakin Begmatovna Begmatova  (ryska: Сакин Бегматовна Бегматова), född 1921, död 1981, var en sovjetisk-kirgizisk politiker (kommunist).
Hon var utrikesminister i Kirgiziska SSR (1963–1980) och vice ordförande i ministerrådet i Kirgisiska SSR (1961–1980). Hon dog i en bilolycka den 28 juni 1981.

## Biografi

### Barndom och tidig karriär
Bermatova föddes i en stor familj och blev föräldralös vid fem års ålder. Hon tog examen från pedagogiska högskolan i Frunze (nu Bisjkek), under sina studier arbetade hon som hallåa på en radiostation. Sedan arbetade hon som lärare i flera år. 1941 blev hon chef för personalavdelningen för folkkommissariatet för livsmedelsindustrin. 1949 blev hon chef för kvinnoavdelningen i Frunzes stadskommitte för kommunistpartiet i Kirghiziska SSR , och 1959 tog hon examen med utmärkelser från Allryska distansinstitutet för finans och ekonomi (ryska: Всероссийский заочный финансово-экономический институт; Vserossijskij zaotjnyj finansovo-ekonomtjeskij institut), varefter hon 1961 utsågs till vice ordförande i ministerrådet.

### Diplomatiska aktiviteter
Sedan början av 1960-talet reste Begmatova mycket runt om i världen och visade på kvinnors likaställning i de sovjetiska centralasiatiska republikerna. Hon besökte DDR, Indien , Syrien och flera andra länder. Hon deltog i öppningen av utställningar från kirgiziska SSR på internationella utställningar, till exempel på Expo 67  i Montréal. Dessutom deltog hon i FN:s arbete 1964, och ledde 1969 den sovjetiska delegationen i en av kommittéerna vid FN:s generalförsamlings XXIV session.